# Nabateiska alfabetet
Nabateiska alfabetet är en abjad som användes av Nabatéerna kring år 100 f.Kr. Exempel på skriften kan idag hittas i Petra (dagens Jordanien), Sinaihalvön (idag en del av Egypten) och andra platser av arkeologiskt intresse, inklusive Abdah (dagens Israel) och Mada'in Saleh i Saudiarabien.

## Jämförelse med andra alfabet
Jämfört med andra alfabet baserade på arameiska utvecklade nabateiska fler svängar och ligaturer, troligtvis för att öka skrivhastigheten. Ligaturerna verkar inte ha standardiserats, och varierar beroende på plats och ålder. Ord separeras inte av mellanrum, och nummer byggdes upp av siffrorna 1, 2, 3, 4, 5, 10, 20 och 100.
| Nabateiska | Namn        |
| ---------- | ----------- |
|            | ʾĀlap̄/ʾAlif |
|            | Beth/Ba     |
|            | Gamal/Jim   |
|            | Dalath/Dal  |
|            | Heh         |
|            | Waw         |
|            | Zain        |
|            | Ha/Heth     |
|            | Teth        |
|            | Yodh/Ya     |
|            | Kaph        |
|            | Lamadh/Lam  |
|            | Mim         |
|            | Nun         |
|            | Simkath     |
|            | 'E/Ain      |
|            | Pe/Fa       |
|            | Ṣāḏē/Ṣad    |
|            | Qoph        |
|            | Resh/Ra     |
|            | Šin/Sin     |
|            | Taw/Ta      |